# Línea 105 (EMT Madrid)
La línea 105 de la EMT de Madrid une la plaza de Ciudad Lineal con Barajas.

## Características
Esta línea acerca a los vecinos de los barrios de Alameda de Osuna, Timón y Casco Histórico de Barajas a los intercambiadores multimodales de Canillejas y Ciudad Lineal circulando entre ambos por la calle de Alcalá y el interior del polígono industrial de Julián Camarillo.
La línea 105 se creó el 17 de abril de 1980, al terminarse la concesión de servicio de la línea periférica P-5 de la empresa Trapsa y pasar a la EMT. La línea P-5 estaba explotada por Trapsa y se creó el 17 de octubre de 1967 y tenía un doble itinerario: al ir de Cruz de los Caídos (actual Av. Arturo Soria con calle Alcalà) al pueblo de Barajas y desde Cruz de los Caídos a la colonia de Nuestra Señora de Loreto. Ambos trayectos pasaron a ser realizados por esta nueva línea 105, que iba desde la Cruz de los Caídos, por la Av. Aragón, Gutiérrez Canales, Luis de la Magta, Isis, Av. de Logroño, de donde se bifurcaba por calle Las Alas a la Pza. Nuestra Señora de Loreto y por la Av. General a la Plaza Mayor de Barajas.
La primitiva línea 105 Cruz de los Caídos - Barajas no circulaba por el interior del polígono industrial de Julián Camarillo, sino que iba directamente por la entonces avenida de Aragón (hoy parte de la calle de Alcalá), además de que su recorrido en Barajas se limitaba al casco histórico, pues el barrio de Timón no estaba urbanizado.
En 1998, con la reducción del recorrido de la línea 109, la línea 105 pasó a circular por el interior del polígono industrial de Julián Camarillo, y en 1999, tras haber rebautizado el lugar conocido como Cruz de los Caídos con el nombre de plaza de Ciudad Lineal, la nomenclatura de la cabecera cambió para reflejarlo.
En marzo de 2010, con la llegada de la línea 113 al intercambiador de Ciudad Lineal, la línea 105 trasladó su cabecera de las dársenas de la plaza a la calle de los Hermanos García Noblejas.

### Frecuencias
| Lunes a viernes laborables |               |
| De 6:00 a 7:00             | 13-18 minutos |
| De 7:00 a 19:00            | 12-15 minutos |
| De 19:00 a 23:00           | 15-30 minutos |
| Sábados laborables         |               |
| De 6:00 a 9:00             | 22-38 minutos |
| De 9:00 a 21:00            | 18-24 minutos |
| De 21:00 a 23:00           | 23-30 minutos |
| Domingos y festivos        |               |
| De 7:00 a 10:00            | 21-35 minutos |
| De 10:00 a 21:00           | 20-24 minutos |
| De 21:00 a 23:00           | 20-30 minutos |

### Material asignado
MAN Lion's City GNC (8841-8850)

## Recorrido y paradas

### Sentido Barajas
La línea inicia su recorrido en la calle de los Hermanos García Noblejas, enlazando en este punto con las líneas 4, 38, 48, 70, 77, 104, 109, 113, 286, 288 y 289 y la estación de Ciudad Lineal de Metro de Madrid. Desde aquí circula por esta avenida hasta girar a la izquierda por la calle Julián Camarillo, que recorre hasta la intersección con la calle San Romualdo, donde gira a la izquierda para incorporarse a esta, que recorre hasta el final girando a la derecha para tomar la calle de Alcalá.
A continuación, la línea circula por la calle de Alcalá hasta la intersección con la calle Gutiérrez Canales, por la que se desvía girando a la izquierda. Circula por esta calle hasta cruzar sobre la A-2, siguiendo de frente por la calle Guadalajara hasta la primera intersección, donde gira a la derecha para circular por la calle Vizconde Uzqueta, que recorre hasta llegar a la Glorieta de Medusa, donde gira a la derecha para circular por la calle Luis de la Mata, al final de la cual gira a la izquierda circulando por la vía de servicio de la A-2, circulando por ella hasta el nudo de Canillejas.
Al llegar a este nudo, sale por la Avenida de Logroño hacia el norte, abandonándola enseguida para circular por la calle Jardines de Aranjuez hasta desembocar en el Paseo de la Alameda de Osuna, que toma girando a la izquierda. Circula por este paseo hasta el final, girando a la derecha por la calle de los Brezos, que recorre entera para desembocar en la Avenida de Logroño, a la que se incorpora circulando en dirección al casco histórico de Barajas.
Llegando al casco histórico de Barajas, la línea gira a la derecha por la Avenida General hasta llegar a la Plaza Mayor de Barajas. En esta plaza da la vuelta y sale de nuevo por la Avenida General regresando hasta la intersección con la calle Gonzalo de Céspedes, que toma girando a la derecha y sale por ella y su continuación, la calle Alanís, a la Avenida de Logroño, por la que circula otra vez en dirección norte hasta la intersección con la calle del Timón, donde gira a la izquierda para circular por la misma.
Dentro del barrio de Timón, la línea circula por la calle del Timón, que recorre entera girando al final a la izquierda para tomar la calle Alcañiz, girando poco después a la derecha para circular por la calle de la Playa del Sardinero, que recorre entera, siguiendo de frente al final por la calle Valhondo, que abandona enseguida para circular por la calle del Ciclón girando a la derecha. Al final de esta calle, gira a la izquierda por la calle Sotavento, girando a la derecha al final de esta para tomar la calle Mistral, donde tiene su cabecera próxima a la Glorieta de los Vientos.
| Código | Parada                                                | Común con                   | Conexiones con Metro | Otros |
| ------ | ----------------------------------------------------- | --------------------------- | -------------------- | ----- |
| 5458   | CIUDAD LINEAL (C/ Hnos. García Noblejas frente N.º 5) | 38 48 70                    | Ciudad Lineal        |       |
| 240    | Vital Aza-Albasanz                                    | 4 38 48 70                  |                      |       |
| 3006   | Ascao-Julián Camarillo                                |                             |                      |       |
| 3008   | Julián Camarillo-Albarracín                           |                             |                      |       |
| 3010   | Julián Camarillo-Santa Leonor                         |                             |                      |       |
| 4764   | Julián Camarillo-Rufino González                      |                             |                      |       |
| 3012   | Julián Camarillo-Miguel Yuste                         |                             |                      |       |
| 40     | San Romualdo-Julián Camarillo                         |                             |                      |       |
| 4530   | San Romualdo-Albasanz                                 |                             |                      |       |
| 4532   | Alcalá-25 de Septiembre                               |                             |                      |       |
| 2951   | Alcalá-Avenida Canillejas                             | 77 140 153 SE721            | Torre Arias          |       |
| 2953   | Alcalá-San Mariano                                    | 77 140 153 165              |                      |       |
| 2976   | Gutiérrez Canales                                     | 153                         |                      |       |
| 1289   | Glorieta de la Medusa                                 | 115                         |                      |       |
| 2108   | Avenida de Logroño-Canillejas                         | 101 151 165                 | Canillejas           |       |
| 3535   | Jardines de Aranjuez                                  | 101 151                     |                      |       |
| 2978   | Parque del Capricho                                   | 101 151                     |                      |       |
| 2980   | Alameda de Osuna-Rambla                               | 101 151                     |                      |       |
| 2982   | Alameda de Osuna-Carabela                             | 101 151                     |                      |       |
| 2984   | Alameda de Osuna                                      |                             |                      |       |
| 1308   | Paseo de la Alameda de Osuna 80                       | 112 115 151                 |                      |       |
| 1309   | Brezos                                                | 112 115 151 166             |                      |       |
| 1311   | Avenida de Logroño-Brezos                             | 112 115                     |                      |       |
| 4922   | Avenida de Logroño-Polideportivo                      | 112 115 211 212 213 256 827 |                      |       |
| 1313   | Avenida de Logroño-San Severo                         | 112 115 211 212 213 256 827 |                      |       |
| 1315   | Avenida de Logroño-Ariadna                            | 115 166 211 212 213 256 827 |                      |       |
| 1317   | Avenida General                                       | 115 166                     |                      |       |
| 5649   | Plaza Mayor de Barajas                                | 115                         |                      |       |
| 1321   | Avenida de Logroño-Algemesí                           | 115 166 211 212 213 256 827 |                      |       |
| 2986   | Nuestra Señora de Loreto                              |                             |                      |       |
| 2987   | Timón-Alcañiz                                         |                             |                      |       |
| 5844   | Valhondo-Ciclón                                       | 151 166                     |                      |       |
| 2990   | Ciclón                                                |                             |                      |       |
| 2991   | BARAJAS (C/ Mistral)                                  |                             |                      |       |

### Sentido Plaza de Ciudad Lineal
La línea empieza su recorrido en la calle Mistral próxima a la Glorieta de los Vientos, glorieta en la que toma la salida de la calle del Huracán. Recorre esta calle entera girando al final a la izquierda para circular por la calle Valhondo, al final de la cual gira a la derecha para incorporarse a la calle Playa de Barlovento, que recorre hasta la Glorieta Playa de San Lorenzo, por donde toma la salida de la calle Alcañiz.
A partir de aquí el recorrido de vuelta es igual al de ida pero en sentido contrario con algunas excepciones:
- La línea recorre la calle Playa de Barlovento y Glorieta Playa de San Lorenzo en vez de recorrer entera la calle Playa del Sardinero.
- La línea circula por las calles Gran Poder, las Alas y Algemesí en vez de recorrer entera la calle del Timón.
- Dentro del casco histórico de Barajas realiza un recorrido prácticamente igual a la ida por la Avenida General y la Plaza Mayor de Barajas.
- Dentro de la Alameda de Osuna, la línea circula por la calle Manuel Aguilar Muñoz en vez de circular por la calle de los Brezos, y recorre el Paseo de la Alameda de Osuna hasta el final en lugar de circular por el tramo inicial de la Avenida de Logroño.
- Dentro del barrio de Palomas, pasado el nudo de Canillejas, la línea circula por las calles Isis, Vizconde Uzqueta, Luis de la Mata y Eduardo Mazón en vez de Vizconde Uzqueta y Luis de la Mata.

| Código | Parada                                                | Común con                   | Conexiones con Metro | Otros |
| ------ | ----------------------------------------------------- | --------------------------- | -------------------- | ----- |
| 2991   | BARAJAS (C/ Mistral)                                  |                             |                      |       |
| 2992   | Huracán                                               |                             |                      |       |
| 5845   | Valhondo-Ciclón                                       | 151 166                     |                      |       |
| 2988   | Timón-Alcañiz                                         |                             |                      |       |
| 1323   | Nuestra Señora de Loreto                              | 115                         |                      |       |
| 1322   | Avenida de Logroño-Algemesí                           | 115 166 211 212 213 256 827 |                      |       |
| 1319   | Barajas                                               | 101 115                     |                      |       |
| 4659   | Avenida General                                       | 115 166                     |                      |       |
| 1316   | Avenida de Logroño-Ariadna                            | 115 166 211 212 213 256 827 |                      |       |
| 1314   | Avenida de Logroño-San Severo                         | 112 115 211 212 213 256 827 |                      |       |
| 4921   | Avenida de Logroño-Polideportivo                      | 112 115 211 212 213 256 827 |                      |       |
| 1312   | Avenida de Logroño-Brezos                             | 112 115                     |                      |       |
| 4924   | Avenida de Logroño-Bahía de Cádiz                     | 112 115 151 166             |                      |       |
| 1310   | Manuel Aguilar-Avenida de Logroño                     | 112 115 151                 |                      |       |
| 2985   | Alameda de Osuna                                      |                             |                      |       |
| 2983   | Alameda de Osuna-Carabela                             |                             |                      |       |
| 2981   | Alameda de Osuna-Rambla                               |                             |                      |       |
| 1293   | Canillejas                                            | 101 114 115 151 200         | Canillejas           |       |
| 1185   | Glorieta de la Medusa                                 | 115 153                     |                      |       |
| 1291   | Guadalajara                                           | 115 153                     |                      |       |
| 2975   | Gutiérrez Canalez                                     | 153                         |                      |       |
| 2954   | Alcalá-San Mariano                                    | 77 140 153 165              |                      |       |
| 2952   | Alcalá-Avenida Canillejas                             | 77                          | Torre Arias          |       |
| 4515   | Avenida 25 de Septiembre                              |                             |                      |       |
| 4531   | San Romualdo-Albasanz                                 |                             |                      |       |
| 4529   | San Romualdo-Julián Camarillo                         |                             |                      |       |
| 3013   | Julián Camarillo-Miguel Yuste                         |                             |                      |       |
| 4765   | Julián Camarillo-Rufino González                      |                             |                      |       |
| 3011   | Julián Camarillo-Santa Leonor                         |                             |                      |       |
| 3009   | Julián Camarillo-Albarracín                           |                             |                      |       |
| 3007   | Ascao-Julián Camarillo                                |                             |                      |       |
| 241    | Vital Aza-Albasanz                                    | 4 38 48 70                  |                      |       |
| 239    | Ciudad Lineal                                         | 4 38 48 70                  |                      |       |
| 5458   | CIUDAD LINEAL (C/ Hnos. García Noblejas frente N.º 5) | 38 48 70                    | Ciudad Lineal        |       |

## Galería de imágenes

Mapa zonal de la estación de metro de Ciudad Lineal con los recorridos de las líneas de autobuses, entre las que aparece el 105.
Mapa zonal de la estación de metro de Suanzes con los recorridos de las líneas de autobuses, entre los que aparece el 105.